# Pseudoclamoris gigas
Pseudoclamoris gigas (Syn.: Tapinauchenius gigas) ist eine baumbewohnende Vogelspinnenart, die 1913 in Saint-Jean-du-Maroni, Guyana entdeckt wurde. Das Weibchen wurde bereits 1954 von Lodovico di Caporiacco beschrieben. Das Männchen dieser Art wurde erst 40 Jahre später von Günter Schmidt beschrieben. Pseudoclamoris gigas ist eine der häufiger in Terrarien gehaltenen Vogelspinnenarten.

## Merkmale
Der Holotyp ist 4,6 Zentimeter lang (von den Beißklauen bis zu den Spinnwarzen gemessen). Der Carapax misst 1,9 Zentimeter und ist rotbraun gefärbt. Die Beißklauen sind dunkel gefärbt. Die Haare an Labium und Maxillen sind rot. Das Sternum und die Coxae der Taster und der vorderen beiden Laufbeine sind schwarzbraun gefärbt. Die Coxae der hinteren beiden Laufbeine sind braungelb behaart. Die Tarsen der Taster sind rotbraun und die Haftpolster braungelb gefärbt. Der Hinterleib hat eine gelbbraune Farbe.
Die Nymphen sind orange gefärbt und haben eine tannenbaumförmige Musterung auf ihrem Opisthosoma. Sie unterscheiden sich in der Farbe damit deutlich von den blaugrauen Nymphen der verwandten Pseudoclamoris elenae. Ab der fünften Fresshaut gleichen sich beide Arten äußerlich und können im Erwachsenenstadium von der Färbung nicht mehr unterschieden werden.

## Verhalten
Die Verpaarung verläuft meistens friedlich. Das Weibchen kann bereits eine Woche später einen Kokon produzieren, der die Größe eines Tischtennisballs annehmen kann. Darin befinden sich 100 bis 400 Eier. Manchmal befestigt das Weibchen den Kokon an einem Faden und hängt ihn an einer Wand in seiner Wohnröhre auf. Die geschlüpften Larven werden von der Mutter versorgt. Sehr wahrscheinlich können sie sich bei ihrer Beute mitverpflegen. Es wurde schon beobachtet, dass die Mutter die Larven mit wenig Spinnseide überzieht, um sie sehr wahrscheinlich vor dem Herabfallen zu schützen. Jungtiere, die bei der Mutter belassen werden, werden in Gefangenschaft größer, als wenn sie separat aufgezogen werden. Ähnlich wie bei einigen Psalmopoeus-Arten bauen Weibchen häufig ohne erneute Paarung bei genügend Nahrungsangebot einen zweiten Kokon, der aber etwa zwanzig Eier weniger beinhaltet als der erste.
Bei Störung flüchten die Tiere möglichst schnell in ihre Wohnröhre oder in einen näher gelegenen Unterschlupf. In der Gefangenschaft wurde einige Male beobachtet, dass sich einige Tiere auch in das mit Wasser gefüllte Trinkgefäß zurückzogen und bis zu fünf Minuten komplett untertauchten.

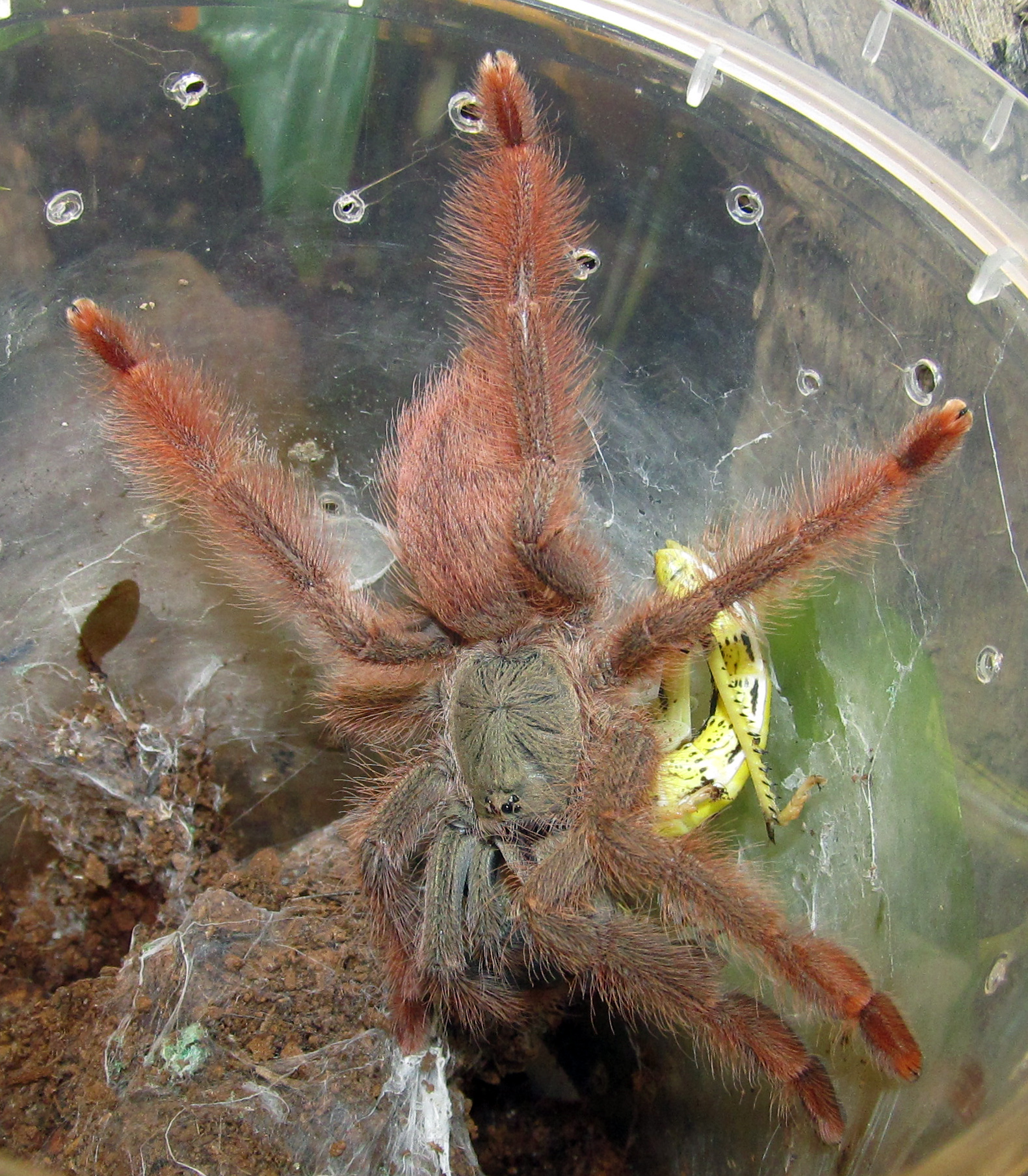
Pseudoclamoris gigas, jugendliches Weibchen beim Fressen einer Wüstenheuschrecke
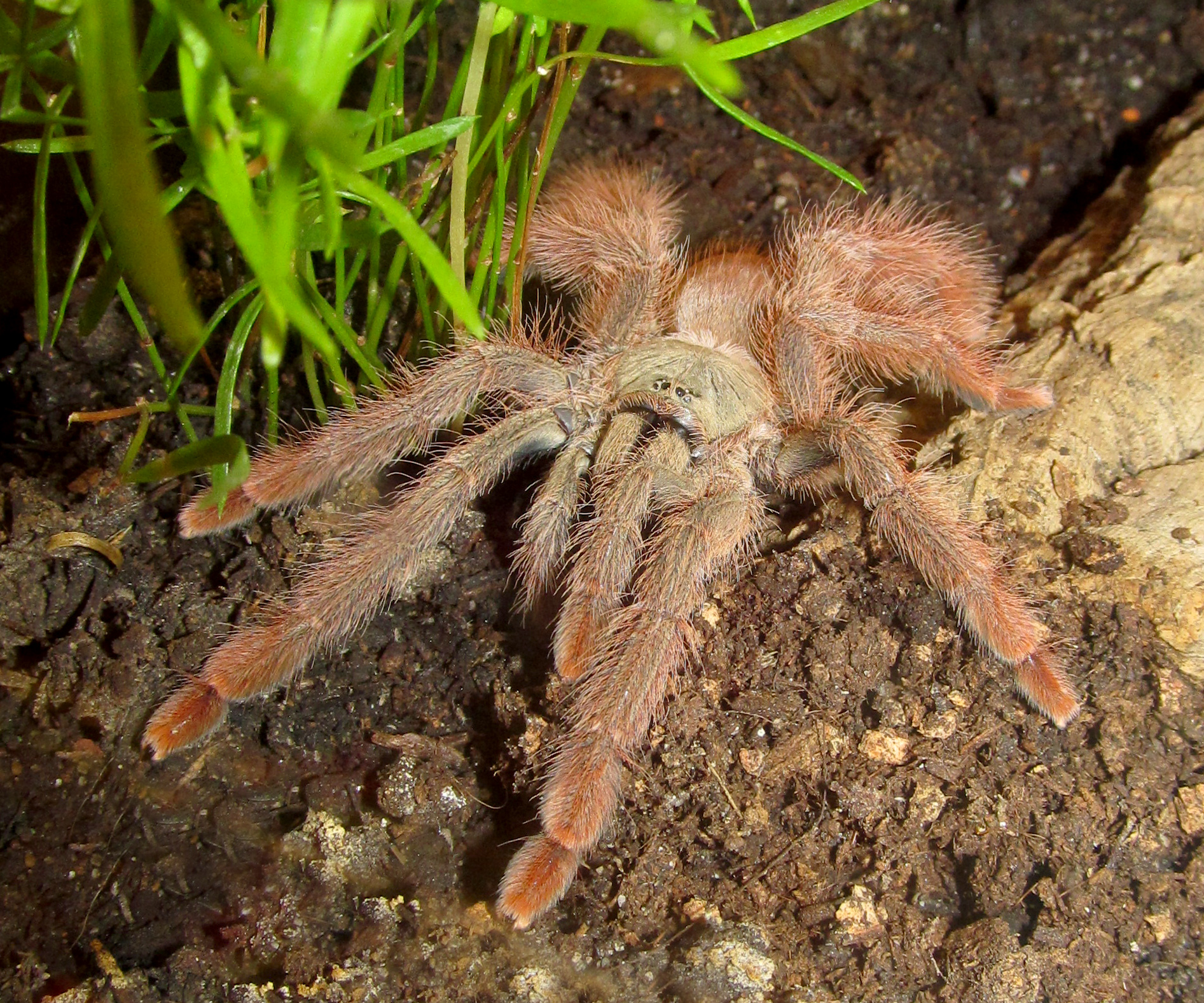
Pseudoclamoris gigas, jugendliches Weibchen